# Кивиоя (приток Шонги)
Кивиоя — река в России, протекает по территории Калевальского района Карелия. Устье реки находится в 11 км по левому берегу реки Шонги. Длина реки — 12 км, площадь водосборного бассейна — 21,4 км².

## Данные водного реестра
По данным государственного водного реестра России относится к Баренцево-Беломорскому бассейновому округу, водохозяйственный участок реки — Кемь от Юшкозерского гидроузла до Кривопорожского гидроузла. Речной бассейн реки — бассейны рек Кольского полуострова и Карелии, впадает в Белое море.
Код объекта в государственном водном реестре — 02020000912102000004416.